# 키릴 보로다초프
키릴 빅토로비치 보로다초프(러시아어: Кири́лл Ви́кторович Бородачёв, 러시아어 발음: [kʲɪˈrʲiɫ ˈvʲiktərəvʲɪtɕ bərədɐˈtɕɵf], 2000년 3월 21일~)는 러시아의 펜싱 선수로 주 종목은 플뢰레이다. 2020년 하계 올림픽 남자 플뢰레 단체전에서 은메달을 획득했다. 

## 경력
2021년 보로다초프는 일본 도쿄에서 열린 2020년 하계 올림픽에 참가했다. 개인전 32강에서 대한민국의 이광현을 15:14 스코어로 꺾고 역전 승리를 하였다. 그러나 8강 4조에서 이 경기 우승자가 되는 홍콩의 정가롱에게 패하여 메달 획득에 실패했다. 같은 대회 단체전에서 프랑스 팀 막심 포티, 쥘리앵 메르틴, 엔조 르포르, 에르완 르 페슈 에게 28:45 점수로 금메달을 내주게 되었고 플뢰레 단체 은메달을 획득하였다.

## 개인사
쌍둥이 형제인 안톤 보로다초프 또한 펜싱 선수이다.